# Dobbelt-indlandsstat
En dobbelt-indlandsstat er et land eller en stat som er en indlandsstat, omringet af et eller flere andre lande som selv er indlandsstater.
På verdenskortet kan man finde to eksempler på en dobbelt-indlandsstat, de to lande er Liechtenstein i Central-Europa, som er omringet af Schweiz i nord, vest og syd, og Østrig i øst, og Usbekistan i Central-Asien, som er omringet af Kasakhstan, i nord og vest, Turkmenistan og Afghanistan i syd, og Tadsjikistan og Kirgisistan i øst, som allesammen er indlandsstater.
Kasakhstan og Turkmenistan har begge to kyst ud til det Kaspiske Hav i vest, men fordi at det Kaspiske Hav ikke har nogen flod som forbinder søen til resten af verdenhavene, er det Kaspiske Hav den største sø i verden, og derfor er de to lande begge indlandsstater. Det samme gælder også for Aserbajdsjan som ligger på den anden side af det Kaspiske Hav.
| Geografi/geologi | Spire Denne artikel om geografi er en spire som bør udbygges. Du er velkommen til at hjælpe Wikipedia ved at udvide den. |